# ヒサエ・ヤマモト
ヒサエ・ヤマモト（Hisaye Yamamoto、漢字：山本 久枝、1921年8月23日 - 2011年1月30日）は、日系アメリカ人作家。とりわけ、日系一世の親と二世の子の断絶、日系アメリカ人女性の苦難、日系人の強制収容、人種差別問題などをテーマとする短篇小説集『ヒサエ・ヤマモト作品集 ―「十七文字」ほか十八編』(初版1988年、邦訳2008年) で知られる。本書所収の「ヨネコの地震」は1952年度のアメリカ短篇ベストに選ばれた。さらに1986年に、イシュマエル・リードが創設したビフォア・コロンブス・ファウンデーションのアメリカン・ブック・アワードを受賞した。

## 背景
ヒサエ・ヤマモトは、1921年8月23日、南カリフォルニアのレドンドビーチに生まれた。熊本県出身の両親は、日系人コミュニティに暮らしながら、トマトやイチゴの栽培に従事していた。当時、日系人は、すでに1790年の帰化法で帰化は「自由な白人」のみに許されると規定されていたため市民権獲得資格がなかったばかりか、さらに、1913年のカリフォルニア州外国人土地法により、市民権獲得資格のない外国人の土地所有および3年以上の賃借が禁止されたため、白人の土地を数年借りて農地から農地へと転々とする生活を繰り返していたのである。実際、1920年代の終わりには、南カリフォルニアの農業生産のうち、イチゴ栽培の約94%が日系人移民によるものであった。

イチゴの収穫をする日系家族 (1942年5月; カリフォルニア州ミッション・サン・ホセ; カレッジパーク国立古文書館所蔵)

ヤマモトには兄弟が3人あり、母は1939年9月1日、ヤマモトが18歳のときに死去した。日系人コミュニティに育ったヤマモトの「第一言語は日本語」であり、日常的に日本の昔話や神話、童話に親しむと同時に、日本人学校では教師がグリム童話やアンデルセン童話などの西欧の物語を朗読する時間を楽しみにしていたという。ヤマモトはすでに10代の頃から執筆活動を始め、『羅府新報』や『加州毎日』の英語欄に投稿し、やがて「ナポレオンの最後の抵抗」や「スモールトーク」などのコラムを担当するようになった。1937年、コンプトン・ジュニア・カレッジに入学し、フランス語、ドイツ語、スペイン語、ラテン語を専攻した。

## 日系人の強制収容

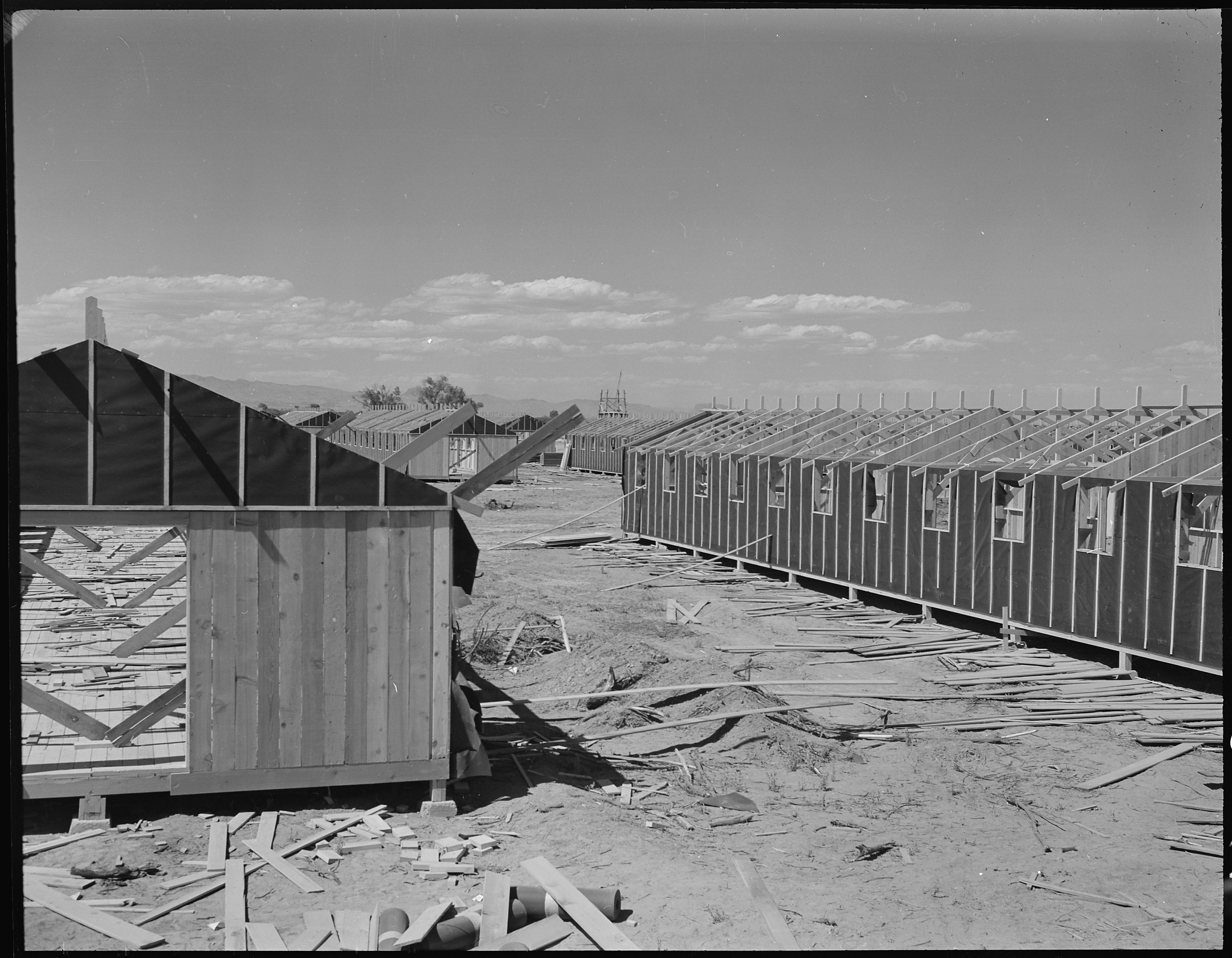
建設中のポストン戦争強制収容センター (1942年; カレッジパーク国立古文書館所蔵)

1941年12月の日本軍の真珠湾攻撃の後、1942年2月19日、ルーズベルト大統領が発令した大統領令9066号により、日系人の強制立ち退き（強制収容）が始まり、カリフォルニア州、オレゴン州、ワシントン州に住む約12万人の日系人が内陸部の10の収容所に送られた。このとき、アメリカ政府はドイツ系やイタリア系の住民に対しては同じような措置を取らなかったことから、これが「戦争の成り行きというより根強い人種偏見から出ていたことは、1942年の始めの何か月間で明らかだった」とされる。

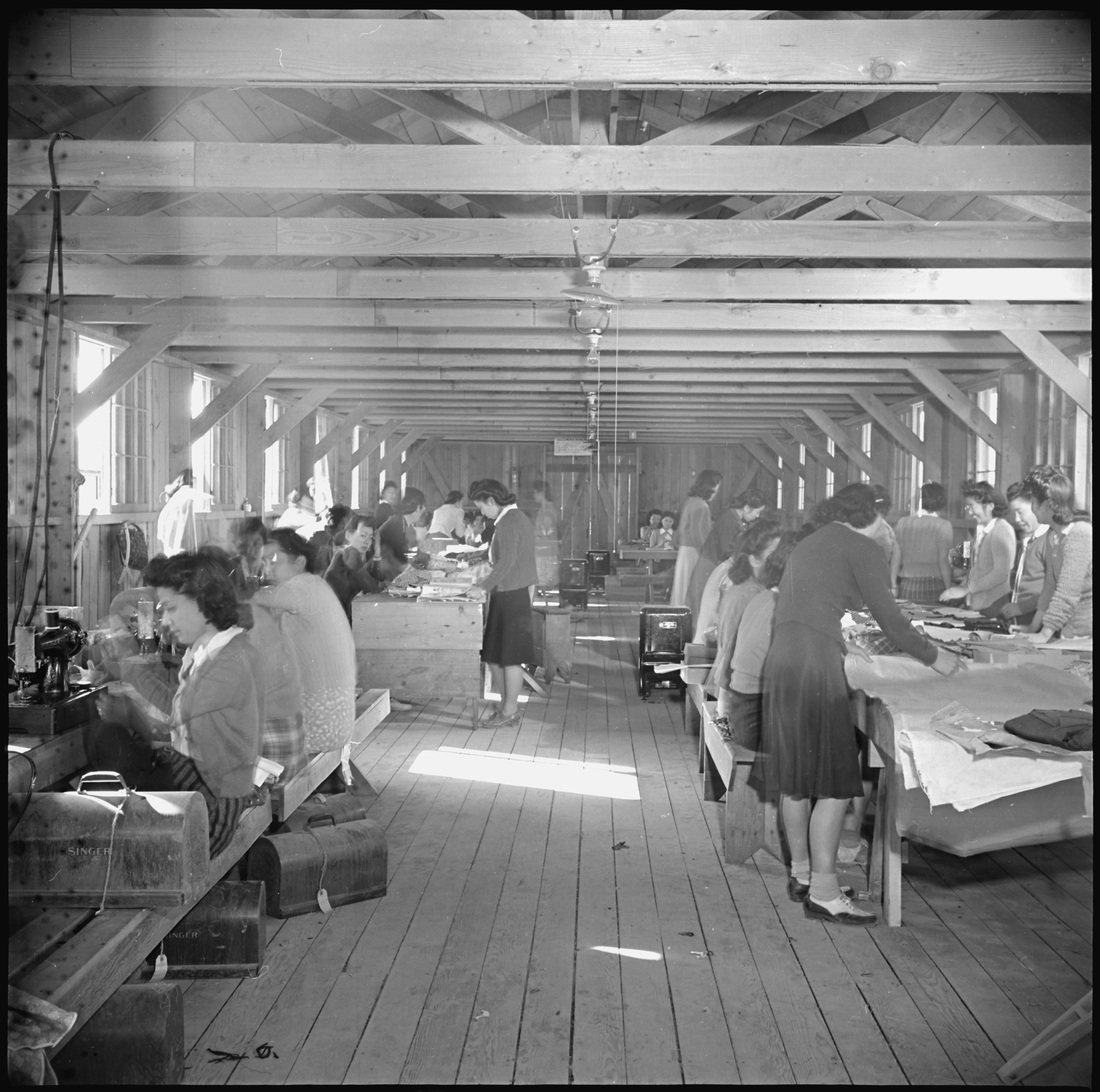
ポストン戦争強制収容センターで働く女性たち (1943年1月; カレッジパーク国立古文書館所蔵)

ヤマモトは、1942年、20歳のときに他の日系人の家族とともに、アリゾナ州のポストン戦争強制収容センターに収容され、ここで3年間暮らすことになった。この間、弟は、コロラド州のサトウキビ畑での労働を課せられた後、第442連隊戦闘団に志願し、イタリアで19歳で戦死した。第442連隊戦闘団は、母国であるアメリカへの忠誠を証明するために、収容所において日系二世らにより編成された部隊であった。このときヤマモトは他の2人の兄弟と共にマサチューセッツ州に滞在していた。市民権のある二世の場合は、煩雑な申請手続きにより、アメリカへの忠誠心が認められると、就学や就職のために収容所を出ることが可能だったからである。だが、悲嘆に暮れた父に懇願され、再び収容所に戻ることになった。ヤマモトは、こうした経験を通して、人種偏見がどのような事態につながり得るかを考えるようになったという。この間もヤマモトは収容所で作家・劇作家のワカコ・ヤマウチらと共に『ポストン・クロニクル』誌を発行し、執筆活動を続けていた。

## ロサンゼルス・トリビューン
1945年、収容所から戻ったヤマモトは、アフリカ系アメリカ人週刊紙『ロサンゼルス・トリビューン』に採用され、ここで3年間、記者として働くことになった。ロサンゼルスは、日系人の立ち退きの後、南部から来たアフリカ系アメリカ人が住むようになり、ヤマモトは、『ロサンゼルス・トリビューン』が日系人を採用したのは、収容所から戻ってきた日系人とアフリカ系アメリカ人の「共存に配慮したのだろう」と語っている。
『ロサンゼルス・トリビューン』での経験をもとに描いた短篇が「フォンタナの火事」である。語り手の記者は、ある人種偏見の憎しみによる犯罪を契機に、人種差別問題をめぐる社会的・個人的な責任のあり方に苦悩して新聞社を辞めることになるが、人種差別を社会問題としてのみならず内省的に考察し、人種差別を受ける黒人の側に立って怒りを覚えると同時に、「人種差別という不正に対して何もできない自己に対する激しい焦燥感」を表現している点が、他の作品にも通じるヤマモトの特徴である。
この間、1948年に投稿した短篇「ハイヒール ― 回想」が初めて共産党系の文芸雑誌『パーティザン・レビュー』に掲載され、翌年にはさらに「十七文字」が掲載された。ヤマモトの代表作が書かれたのはこの頃で、翌1950年には「ミス・ササガワラ伝説」、「ウィルシャー通りのバス」、1951年には「茶色の家」、「ヨネコの地震」が発表され、「ヨネコの地震」は1952年度のアメリカ短篇ベストに選ばれた。これらの作品は現在でもアンソロジーや教科書に再録されている。

## カトリック・ワーカー運動
一方、ニューヨーク市のカトリック・ワーカー運動のコミュニティが発行する新聞『カトリック・ワーカー』を定期購読していたヤマモトは、1950年代中頃にスタテンアイランドのカトリック・ワーカー農場でボランティアとして働き、以後、この運動の非暴力、絶対的平和主義の理念に惹かれて、養子のポールと共にコミュニティでの生活を続け、ポールはドロシー・デイの孫たちと共に育った。こうした活動から、ヤマモトはしばしば、「カトリックか」という質問を受けるが、「特に宗派はない。両親は仏教徒だった」と話している。また、後にカトリック（さらにプロテスタント）になったポールがよく「私はカトリック、母はワーカー」と言っていたように、「鶏やうさぎに餌をやったり、他にやる人がいないときには食事を作ったり、食器棚を掃除したり、衣類を片付けたりしながら」、『カトリック・ワーカー』の記事を書いていた。さらに、「イエスは神の子」だと思うし、「政府は小さい方が良く、小集団（コミュニティ）の相互合意に基づく政府が民主主義の理想的なあり方」だと考えるので、「私はキリスト教アナキストを自称している」と話している。
このコミュニティでアンソニー・デソートに出会い、1955年に結婚。ロサンゼルスに戻り、4子をもうけた。

## 評価
1950年代に、ジョン・ヘイ・ホイットニー財団のオポチュニティ・フェローシップなどの奨学金を受け、1986年にイシュマエル・リードが創設したビフォア・コロンブス・ファウンデーションのアメリカン・ブック・アワードを受賞した。
1991年、戦時中、ヤマモトと同じポストン戦争強制収容センターに収容された日系二世の映画監督エミコ・オオモリが「十七文字」と「ヨネコの地震」に基づいて映画『夏の熱風』を制作。TVシリーズ番組「アメリカン・プレイハウス」で放映された。『ヒサエ・ヤマモト作品集』(原著) ペーパーバック版の表紙にこの映画の一場面の写真が掲載されている。
『ヒサエ・ヤマモト作品集』の原著を編集し、序文とインタビューを担当したカリフォルニア大学ロサンゼルス校教授のキンコック・チャンは、「第二次大戦後の反日感情が依然としてはびこっていたアメリカで高く評価された最初の日系アメリカ人作家の一人」と評している。

## 著書

### ヒサエ・ヤマモト作品集
- Seventeen Syllables / Hisaye Yamamoto, (ed.) King-Kok Cheung, Rutgers University Press, 1994.
  - 『ヒサエ・ヤマモト作品集 ―「十七文字」ほか十八編』山本岩夫, 檜原美恵訳, 南雲堂フェニックス, 2008

所収作品：ハイヒール ― 回想 (1948) / 十七文字 (1949) / ミス・ササガワラ伝説 (1950) / ウィルシャー通りのバス (1950) / 茶色の家 (1951) / ヨネコの地震 (1951) / 朝の雨 (1952) / 祝婚歌 (1960) / ラスベガスのチャーリー (1961) / 油田地帯での生活 ― 回想 (1979) / エスキモー人との出会い (1983) / お父さんなら、ムハマッド・アリを倒せる (1986) / 地階に住むご婦人 (1986) / リトル・トーキョーでの一日 (1986) / 読み書き (1987) / 死がポストン行きの列車に乗って / ユーカリの木 / フォンタナの火事 (1985) / フィレンツェの庭
原著初版は1988年出版。この後、1998年にラトガース大学出版局から「読み書き」（同年、『北米毎日新聞』に掲載）を含む新版、2001年には同出版局から他の4篇を含む改訂増補版が出版された。2001年版の邦訳出版はヤマモトが亡くなる3年前の2008年であるが、1985年に桐原書店から出版された『Seventeen syllables ― セブンティーン・シラブルズ：ヒサエ・ヤマモト短編集』には上記の作品のうち5篇が収められている。本書はヤマモトの5人の子ども ― ポール、キボウ、ユキ、ロッキー、ギルバート ― に献呈されている。

### アンソロジーや教科書に再録された作品

#### ハイヒール ― 回想
語り手および他の女性が受けた様々な性的嫌がらせを描き、女性が置かれている状況の一端をうかがわせる。

#### 十七文字
語り手である農場の二世のロージーは、両親に隠れて、メキシコ系の季節労働者の少年ヘイサスと付き合い、一世の両親に対して後ろめたい気持ちを抱いている。一方、一世の母、ハヤシ夫人は俳句（五・七・五の「十七文字」）を作るのが好きで、創造的な才能がありながら、家事と育児、農作業に追われている。俳句は二世の娘に理解されず、娘は理解したような振りをしている。俳句がサンフランシスコの日系新聞で受賞しても、景品としてもらった広重の絵を、嫉妬にかられた夫が額ごと叩き割って燃やしてしまう。この作品は、一世と二世の間に横たわる言葉の断絶がモチーフの一つであり、同時にまた、自己の才能を活かすことのできない当時の女性の哀しみが描かれている。物語の最後でハヤシ夫人はロージーに、「お願いだから、あなたは結婚しないと約束して」と鋭く叫ぶ。ヤマモトはインタビューで「これは私の母の物語である」と語っている。

#### ミス・ササガワラ伝説
収容所時代のエピソードとして、主人公である舞踏の専門家である未婚の日系人女性とその父親の理解しあえない悲劇が描かれている。ヤマモトはこの作品のテーマについて「娘と父との意識のレベルのズレ・・・だからぜったいに互いが理解できない・・・まさに一世と二世の断絶を象徴的に感じさせる」と語っている。

#### ウィルシャー通りのバス
若い日系二世の主人公エステルが、第二次大戦後のロサンゼルスのバスの中で経験した「重大な罪の意識」について描いている。エステルは乗り合わせた中国系と思われる老夫婦に同じアジア系としての親しみを覚えて微笑みかけるが、このとき、酔って大声を上げていた白人男性が夫婦にからみ、「中国に帰れ、苦力のように田んぼで働いたらいいんだ」と叫び、周囲に同意を求める。エステルは老夫婦を気の毒に思いながらも、窓の外を眺め、見て見ぬ振りをしてしまう。そしてそのような自分の態度に後ろめたさを感じたとき、ある記憶が戻ってくる。収容所からロサンゼルスに戻ったばかりの頃、電車を待っているアジア系の老人に同じように微笑みかけたが、老人は「私は韓国人です」と書かれたバッジを付けていて、裏切られたような気がして怒りと悲しみを覚えたことがあった。戦時中、日系人が敵性外国人として収容所に入れられると、中国系や朝鮮系の人々は、日系人だと思われないようにこのようなバッジをつけて外を歩いていたのである。白人優位社会の周辺に追いやられたアジア系の間にも越えられない溝があることを示唆している。

#### 茶色の家
中国系が経営する賭博場に通う日系一世の父親の黒人差別、この黒人を助けた妻に対する暴力を描く一方で、こうした人種差別や女性の抑圧が、アメリカ政府の帰化法やカリフォルニア州外国人土地法により経済的基盤を失い、ギャンブルに溺れていく日系一世の男性の精神の荒みよるものであることが示唆される。「ラスベガスのチャーリー」でも同じような状況で不安定で荒んだ生活を送っている日系一世の男性が描かれている。

#### ヨネコの地震
日系二世のヨネコはフィリピン系の農場労働者のマーポに夢中になっているが、一世の父はマーポに侮蔑的な態度を取る。物語の最後では、ヨネコの母がマーポと何らかの関係があったことが示唆される。ヤマモトは、当時、日系社会には異人種に対する偏見があり、実際、一度、父に白人とは結婚しないようにと言われたことがあると語っている。

#### フォンタナの火事
アフリカ系アメリカ人新聞社の記者として採用された語り手は、黒人に対する差別の根深さを知ると同時に、同僚の黒人たちの議論もまた固定観念に基づく憎悪に満ちたものであることに気づく。ある日、白人地区のフォンタナに引っ越した黒人ショート氏が脅迫や嫌がらせを受けたとして新聞社に駆け込んでくる。ここでもまた同僚らは白人に対する憎しみを露わにするが、語り手はショート氏を助けた白人司祭がいることに触れ、このような固定観念に抗議する。その後、ショート氏は火事で死亡し、白人による放火であると疑われた。語り手は、自分が記者としてショート氏に対する差別を糾弾する記事を書かなかったことが、このような結果につながったのではないかと罪悪感を覚え、苦悩の挙句、新聞社を去っていく。

## 参考資料
- Seventeen Syllables / Hisaye Yamamoto, (ed.) King-Kok Cheung, Rutgers University Press, 1994 - キンコック・チャンによる序文とインタビュー。